# Cantó de Chenôve
El cantó de Chenôve és un cantó francès del departament de Costa d'Or, situat al districte de Dijon. Té sis municipis i el cap és Chenôve.

## Municipis
- Chenôve (part)
- Longvic
- Marsannay-la-Côte
- Neuilly-lès-Dijon
- Ouges
- Perrigny-lès-Dijon

## Història
| Data d'elecció                           | Identitat     | Partit                               | Qualitat |
| ---------------------------------------- | ------------- | ------------------------------------ | -------- |
| 1973-1976                                | Maurice Mazué | Divers gauche, després divers droite |          |
| 1976-                                    | Jean Esmonin  | PS                                   |          |
| les dades anteriors no són pas conegudes |               |                                      |          |
|                                          |               |                                      |          |